# Tacuaras
Tacuaras è un centro abitato del Paraguay; è situato nel dipartimento di Ñeembucú, di cui forma uno dei 16 distretti. 

## Popolazione
Al censimento del 2002 la località contava una popolazione urbana di 287 abitanti (2.784 nel distretto).

## Caratteristiche
Tacuaras, fondata nel 1791, è situata al centro del dipartimento; le attività economiche principali sono l'allevamento e l'agricoltura. Recentemente è stato sviluppato nella zona qualche progetto di piscicoltura.